# Amit Goswami
Amit Goswami (Faridpur, 4 de novembro de 1936) é um físico, pesquisador, professor universitário e escritor indiano-americano.
Professor aposentado de Física Teórica da Universidade de Oregon, Goswami nasceu na Índia e se graduou pela Universidade de Calcutá. É um dos promotores da linha de pensamento pseudocientífico conhecida como misticismo quântico (termo cunhado por ele mesmo). Nesse sentido, é autor de livros que buscam conciliar ciência e espiritualidade a partir de conceitos da física quântica.
Goswami é figura conhecida dentro do Movimento New Age por defender uma síntese entre espiritualidade e conhecimento científico, evidenciada nos elementos religiosos de seu discurso.
Cofundador da Quantum Activism Vishwalayam, na Índia, e da Quantum Academy, no Brasil, é criador do movimento chamado “ativismo quântico”. Goswami se tornou conhecido após ter lançado o livro The Self-Aware Universe em 1993 e, posteriormente, por ter participado do documentário What the bleep do we know?, em 2004.

## Biografia
Goswami nasceu na cidade de Faridpur, em Uttar Pradesh, em 1936. Filho de um professor de espiritualidade hindu, ingressou no curso de física da Universidade de Calcutá onde defendeu doutorado em Física Nuclear em 1964. Mudou-se para os Estados Unidos logo depois, onde se estabeleceu como professor de física na Universidade de Oregon em 1968. Foi professor desta instituição por 32 anos até se aposentar em 1997. De 1998 a 2000 foi docente no Instituto de Ciências Noéticas e lecionou regularmente no Holmes Institute, na Philosophical Research University em Los Angeles, no Pacifica Graduate Institute em Santa Bárbara e na UNIPAZ em Portugal.
Em 2003, passou a se dedicar ao estudo da consciência e da parapsicologia para divulgar suas ideias e conectar a ciência com a consciência. Em 2009, deu início ao chamado “ativismo quântico”, um movimento que acredita na transformação do ser humano e do mundo a partir de outros valores que não os do materialismo. Para isso, diz utilizar-se dos princípios da física quântica como a descontinuidade e a não localidade para indicar possibilidades para o desenvolvimento espiritual e a criatividade, movimento que vem ganhando força nas Américas do Norte e do Sul, em países da Europa e na Índia.
Em 2018, junto de colaboradores, fundou a Quantum Activism Vishwalayam, uma instituição que oferece programas de mestrado e doutorado em Ciência Quântica da Saúde, Prosperidade e Felicidade em conjunto com a Universidade de Tecnologia de Jaipur, na Índia. No Brasil, junto do empresário Adriano Fromer Piazzi, é cofundador da Quantum Academy Brasil, uma escola de autoconhecimento que se baseia baseada em sua visão de mundo quântica.

## Controvérsias
Goswami frequentemente entra em atrito com pesquisadores e cientistas, que apontam que são raros os trabalhos do autor em publicações científicas, o que revelaria a pouca relevância de sua obra entre seus pares, mesmo dentro de sua área de formação.
Em 2007, em uma de suas visitas ao Brasil para promover seu trabalho, Goswami participou de uma entrevista no programa Roda Viva, onde foi confrontado pelo jornalista Maurício Tuffani (editor-chefe das revistas Galileu, Scientific American Brasil e do Jornal da UNESP), sobre a baixa projeção de seu trabalho em âmbito científico no que diz respeito à Física teórica. Durante a entrevista, Tuffani apresentou registros da base de dados "Web of Science", que indicavam apenas nove trabalhos publicados por Goswami desde janeiro de 1986 e que tiveram, até a véspera da entrevista, apenas 46 citações em todo o mundo — sendo quase todas dele mesmo ou de seus colaboradores — em artigos indexados nessa base de dados. A partir destes dados o jornalista concluiu que seu trabalho era irrelevante do ponto de vista científico, uma vez que não conta com o reconhecimento de seus pares.
Segundo o físico Marcelo Takeshi Yamashita, recorrer a argumentos de autoridade é uma falácia argumentativa bastante comum. Físicos como Fritjof Capra e o próprio Goswami, se utilizam de uma linguagem científica e sua formação acadêmica para promover pseudociência.
Em 2016, Goswami retornou ao Brasil a fim de participar do primeiro "Congresso Internacional da Felicidade", um evento hospedado em Curitiba que busca abordar a felicidade a partir das mais variadas perspectivas teóricas. Naquela oportunidade, o jornal paranaense Gazeta do Povo consultou os físicos Laerte Sodré Júnior (diretor do Instituto de Astronomia, Geofísica e Ciências Atmosféricas da USP), e Alexandre Zabot (Professor de Astrofísica e Engenharia Aeroespacial da UFSC), que teceram críticas contundentes em relação às ideias de Goswami. De acordo com o professor Zabot, "Fenômenos psíquicos, curas de doenças ou bem-estar do ser humano jamais foram objeto de trabalho dos físicos" afirmando ainda que a comunidade científica não apoia essas doutrinas exóticas e portanto o mero fato de Goswami ostentar um doutorado não lhe confere automaticamente legitimidade científica para propagar este tipo de ideia. Laerte Sodré Junior foi ainda mais incisivo, avaliando que Goswami "vende bobagens fantasiadas de ciência", classificando-o como um enganador.

## Filmografia
- What the Bleep Do We Know!?', Estados Unidos, 2004. Direção: William Arntz, Betsy Chasse, Mark Vicente (lançado no Brasil com o título Quem Somos Nós?)[15]
- Dalai Lama Renaissance, Estados Unidos, 2007. Direção: Khashyar Darvich.[16]
- The Quantum Activist, Estados Unidos, 2009. Direção: Renee Slade, Ri Stewart. (lançado no Brasil com o título O ativista quântico)[17]
- Muito além do peso, Brasil, 2012. Direção: Estela Renner.[18]
- Samadhi Road. Brasil, 2021. Direção: Daniel Hey, Julio Hey.[19]
- Sociedade do Medo, Brasil, 2022. Direção: Adriana L. Dutra.[20]